# Хрістіан Келлер
Хрістіан Келлер (нім. Christian Keller, 3 серпня 1972) — німецький плавець.
Призер Олімпійських Ігор 1996 року, учасник 1992, 2000, 2004 років.
Призер Чемпіонату світу з водних видів спорту 1994, 2003 років.
Чемпіон світу з плавання на короткій воді 1993 року, призер 1997 року.
Чемпіон Європи з водних видів спорту 1995, 1999 років, призер 1991, 1993, 1997, 2000 років.
Призер Чемпіонату Європи з плавання на короткій воді 1993, 1994, 1996, 1998, 2000 років.